# ينغيجة (بهي فيض الله بيغي)
ینغیجة (بالفارسية: ینگیجه) هي قرية تقع في إيران في أذربيجان الغربية. يقدر عدد سكانها بـ 1689 نسمة بحسب إحصاء 2016.